# Ивьевская мечеть
И́вьевская мече́ть (бел. Іўеўская мячэць) — мечеть в городе Ивье, расположенная на улице Советской, 76. Построена в 1884 году (по другим данным — в 1882 году). Памятник архитектуры. Включена в Государственный список историко-культурных ценностей Республики Беларусь согласно постановлению Совета Министров Республики Беларусь от 14 мая 2007 года № 578 «Аб статусе гісторыка-культурных каштоўнасцей».

## История

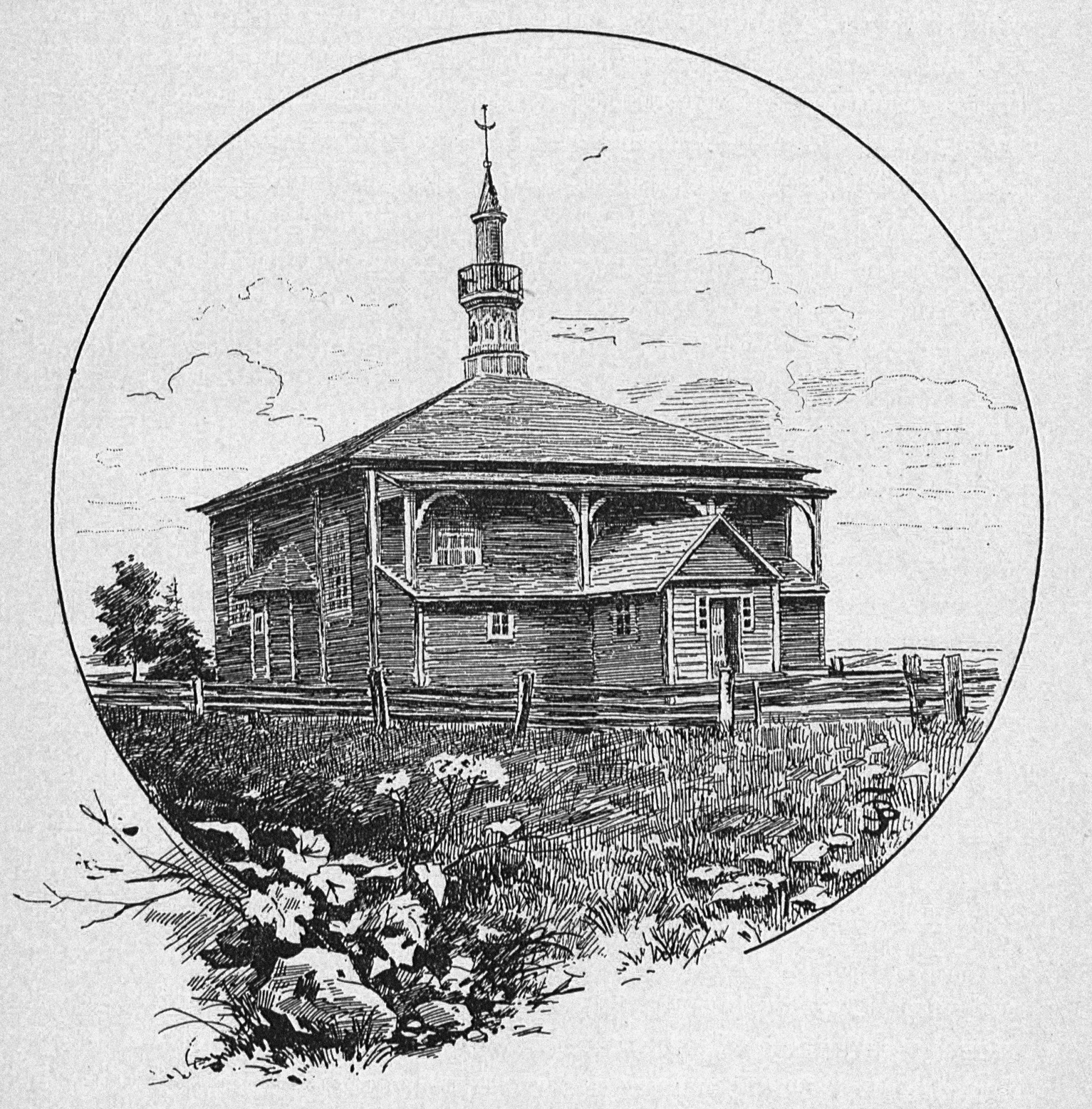
Ивьевская мечеть на Новогрудской улице, 1898

В XV веке в Ивье появилась татарская община. Она находилась в урочище Муравщизна, которое подарил великий князь литовский Витовт за помощь татар в Грюнвальдской битве. До постройки мечети, по данным С. Кричинского, ивьевские татары молились по гумнам.
В 1884 году (по другим данным — в 1882 году) мечеть в Ивье была построена на средства графини Эльвиры Августовны Замойской, которая владела местечком. Однако здание мечети не было завершено. Благодаря татарам-эмигрантам, которые прислали в 1922 году из США 500 долларов, были достроены минарет и галерея. В 1934 году на оградной стене храма была открыта памятная доска в честь Замойской.
В советское время мечеть в Ивье была единственным действующим мусульманским храмом на территории Белоруссии. За всё время своего существования мечеть ни разу не была повреждена. Так, в июле 1944 года, когда советские войска освобождали Ивье, лишь из-за недолёта артиллерийского снаряда храм не пострадал. Рядом с мечетью расположены татарские кладбища — мизары. Из 3 кладбищ сегодня действует одно.
На 2016 год татарская община Ивья насчитывала около 600 человек.

## Архитектура
Мечеть представляет собой прямоугольное здание с 5-гранной пристройкой-михрабом, который накрыт шатровой крышей. В центре михраба находится 8-гранный минарет, который обнесён балконом и заканчивается высоким шпилем. Стены в мечети горизонтально обшиты. Окна являются прямоугольными.
Первоначально главный фасад был оформлен галереей на 4 столбах (в 1970-е годы заменён невысоким тамбуром). Интерьер мечети разделён на мужскую и женскую половины с отдельными входами. Помещение для мужчин имеет балкон на 4 колоннах. Женское помещение является двухъярусным.
Мечеть является памятником деревянного зодчества с чертами модерна.